# Seranville
Seranville is een gemeente in het Franse departement Meurthe-et-Moselle (regio Grand Est) en telt 100 inwoners (2009). De plaats maakt deel uit van het arrondissement Lunéville.

## Geografie
De oppervlakte van Seranville bedraagt 5,4 km², de bevolkingsdichtheid is dus 18,5 inwoners per km².
De onderstaande kaart toont de ligging van Seranville met de belangrijkste infrastructuur en aangrenzende gemeenten.

## Demografie
Onderstaande figuur toont het verloop van het inwonertal (bron: INSEE-tellingen).